# Buurschap
Buurschap of boerschap, maalschap, ledschap, gilde, noaberschap en in Latijnse bronnen burscapium, marca, villa, legio, collegium en concivium is de benaming voor zowel de in de middeleeuwen ontstane bestuursvorm in nederzettingen op het platteland in het oosten en noorden van Nederland, als voor die nederzettingen zelf. Men zegt ook wel: een goede buurschap onderhouden, wanneer men het heeft over de betrekkingen tussen buren, ofwel als goede buren met elkaar omgaan, of "het gebuurlijk houden" In deze zin is buurschap een meer algemene term voor relaties tussen buren, en minder een bestuursvorm.
De middeleeuwse en vroegmoderne term "buurschap" of "nabuurschap" verschilt hemelsbreed van de huidige term "buurtschap", die voornamelijk een territoriale betekenis heeft.
Het woord "buurschap" verwijst naar een samenwerking van buren. De buren zijn de gezamenlijke inwoners van de buurschap. De term moet onderscheiden worden van het begrip marke en markegenoten: met de laatsten worden de eigenaren van de tot het gebruik van de gemeenschappelijke of onverdeelde gronden (de marke) bedoeld. Zij hoefden niet in de buurschap te wonen. De marke had beperkte taken, namelijk het beheer van de onverdeelde gronden. De buurschap had meer taken, w.o. de rechtspraak, het onderhoud van de wegen, de buurkapel (als die er was) en met betrekking tot het onderwijs. Een buurschap kon onderverdeeld zijn in afzonderlijke buurten, die verantwoordelijk waren voor de burenhulp of noaberschop.

## Geschiedenis
Buurschappen of boerschappen hebben zich uit kleine nederzettingen van landbouwers ontwikkeld. Ze ontstonden op de best bewoonbare plaatsen, die het eerst in cultuur werden gebracht. Rondom deze buurschappen bevonden zich bossen, heidevelden en hooilanden, ook wel meenten genoemd, die door de buren gemeenschappelijk werden gebruikt. Toen deze hulpbronnen schaarser werden, groeide de behoefte het gebruik daarvan te reguleren en nieuwkomers buiten te sluiten. De buurschappen hebben zich vanaf de 12e of 13e eeuw geleidelijk ontwikkeld als een openbaar lichaam, met eigen bestuur en rechtspraak en eigen taken.
Buurschappen waren op zichzelf staande rechtskringen, die doorgaans geen onderdeel van een groter geheel vormden, in tegenstelling tot bijvoorbeeld schoutambten, die onderdeel waren van het overheidsbestuur. De ingezetenen van de buurschap werden buren, boeren of bourmannen genoemd. Hiertoe behoorden ook keuterboeren en ambachtslieden. De buurschappen werden bestuurd door de erfgenamen of eigenerfden, die afstamden van de oorspronkelijke bewoners die op de grootste boerderijen woonden. De erfgenamen en de overige ingezetenen van de buurschap vergaderden op de buursprake.
Niet alleen economisch, ook staatsrechtelijk was de buurschap er de grondslag van de middeleeuwse samenleving. In het platteland van Oost- en Noord-Nederland was de rechtsvorming in handen van de eigenerfden, die de economisch belangrijkste groep vormden. Deze eigenerfden hadden ook buiten hun buurschap een stem in bestuur en rechtspraak. Zelfs veel later komt dit beginsel nog tot uiting in Drenthe:
dat voer Eygenerffden, gequalificeert omme op 's Landts saecken 't adviseeren ende te stemmen ende op Landtsdagen te compareeren, gehouden sullen worden zij, die een geheel ofte voll erff in de Landtschap in eygendoem hebben ende in deselve Landtschap woenen, sonder dat Eygenaers van coeters, Meyers ofte Ambachtsluyden, nochte anderen, geen voll ofte geheel erff hebbende, in 's Lands saecken sullen stemmen, ofte op Landtsdaegen coemen ofte gesonden mogen worden— resolutie van de Staten-Generaal van 13 September 1603 over de samenstelling van de Drentse landdag
Opmerkelijk is dat volgens de Oost-Nederlandse markerechten de leenman of de pachter en niet de leenheer of verpachter het erf vertegenwoordigde en dus als feitelijk bezitter van het goed werd beschouwd. Binnen de buurschap zag men hem als eigenaar en niet als een zakelijk gerechtigde op andermans goed. Men vermoedt dat dit is ontstaan doordat vrije boeren hun oorspronkelijke allodiale goederen aan een machtige heer in leen opdroegen, om deze van hem in leen terug te ontvangen. Deze feodalisering van de eigendomsverhoudingen zou zich pas na het ontstaan van de markeorganisatie hebben voorgedaan.
Door de Bataafse Revolutie van 1795 werd de macht van de grootgrondbezitters sterk ingeperkt. Tegelijkertijd kwamen lokale besturen op die zich tot gemeente ontwikkelden. De Staatsregelingen van 1801, 1805 en 1806 leidden ertoe dat de markebesturen hun bevoegdheden op de terreinen van bestuur en rechtspraak verloren. Het beheer over de onontgonnen markegronden (bos, heide, hooiland en veen) bleef daarentegen nog een tijdlang een taak van de marken.

## Andere begrippen
Naast buurschap wordt ook de term buurtschap gebruikt. Het gebruik van de term buur- of buurtschap is streekgebonden. Veel buurschappen vielen samen met de marke die hen omringde; soms bestond een marke uit meerdere buurschappen. Andere buurschappen maakten geen deel uit van een marke. Er bestaat op dit punt een terminologische verwarring. De markegenoten werden soms als buren en de marke als buurschap aangeduid. Maar omgekeerd golden niet alle leden van het buurschap als volwaardige markegenoten of gewaarden.
In Groningen en delen van Friesland gebruikte men voor buurschap het woord kluft of klauw, soms ook -horn ('hoek'). In de Friese steden was het woord espel in gebruik. De buurschappen in Groningen en Friesland hadden vooral een taak bij de onderhoud van wegen, dijken en watergangen, minder bij het beheer van woeste gronden. Daarnaast waren ze belangrijk voor de burenhulp.  In de Groninger stadsjurisdicties (Oldambt, Veenkoloniën, Westerwolde en Selwerd) werden de buurtgilden, nabergilden of kluften door de overheid ingesteld en gereguleerd, onder andere via een reglement uit 1722 en herziene reglementen uit het midden van de 19e eeuw.
In de Groninger Ommelanden waren de rechtstoelen onderverdeeld in kluften. Slechts de eigenaar van een edele heerd (in Friesland een hornleger) had een volwaardige stem in het openbare bestuur, de rechtspraak, de waterstaat en het kerkelijke leven. De overige buurtgenoten hadden een meer passieve rol. Daarnaast bestonden in de Ommelanden ook buurtgilden. Uit ten minste acht dorpen zijn daarvan documenten uit de 19e eeuw overgeleverd. In ten minste één geval (Oldersum) was de buurschap verantwoordelijk voor de armenzorg.